# Dmitri Sipiaguine
Dmitri Sergueïevitch Sipiaguine (en russe : Дмитрий Сергеевич Сипягин), né le 20 mars 1853 à Kiev et mort le 28 avril 1902 à Saint-Pétersbourg, est un homme politique russe. Il fut ministre de l'Intérieur de 1899 à 1902, successeur d'Ivan Goremykine.

## Biographie
Diplômé en droit de l'Université de Saint-Pétersbourg en 1876.

### Carrière politique
Il fut vice-gouverneur de Kharkov de 1886 à 1888, gouverneur de Courlande de 1888 à 1891, gouverneur de Moscou de 1891 à 1895, adjoint du ministre d'État à la propriété en 1893, adjoint du ministre de l'Intérieur en 1894, directeur exécutif sur les pétitions de la chancellerie impériale de 1895 à 1899, directeur du ministère de l'Intérieur en 1899.
Le 20 octobre 1899, Nicolas II le nomma ministre de l'Intérieur.
Alexis Souvarine note : « Dmitri Sipiaguine était incapable de gouverner. On lui avait confié une pénible charge ».

### Assassinat
Le 28 avril 1902, Dmitri Sergueïevitch Sipiaguine fut assassiné au Palais Marie par l'étudiant Stepan Balmachov. Lors de l'instruction du progès du socialiste révolutionnaire Balmachov, les juges découvrirent que ce dernier n'était pas un fanatique. Il ne commit pas son forfait seul et appartenait à une organisation de lutte révolutionnaire. Stepan Balmachov refusa de révéler la composition du groupuscule auquel il appartenait.
Dmitri Sergueïevitch Sipiaguine fut remplacé par Viatcheslav Plehve.

## Sources
- (en) Cet article est partiellement ou en totalité issu de l’article de Wikipédia en anglais intitulé « Dmitry Sipyagin » (voir la liste des auteurs).
- Henri Troyat, Nicolas II de Russie